# Villa Seligmann

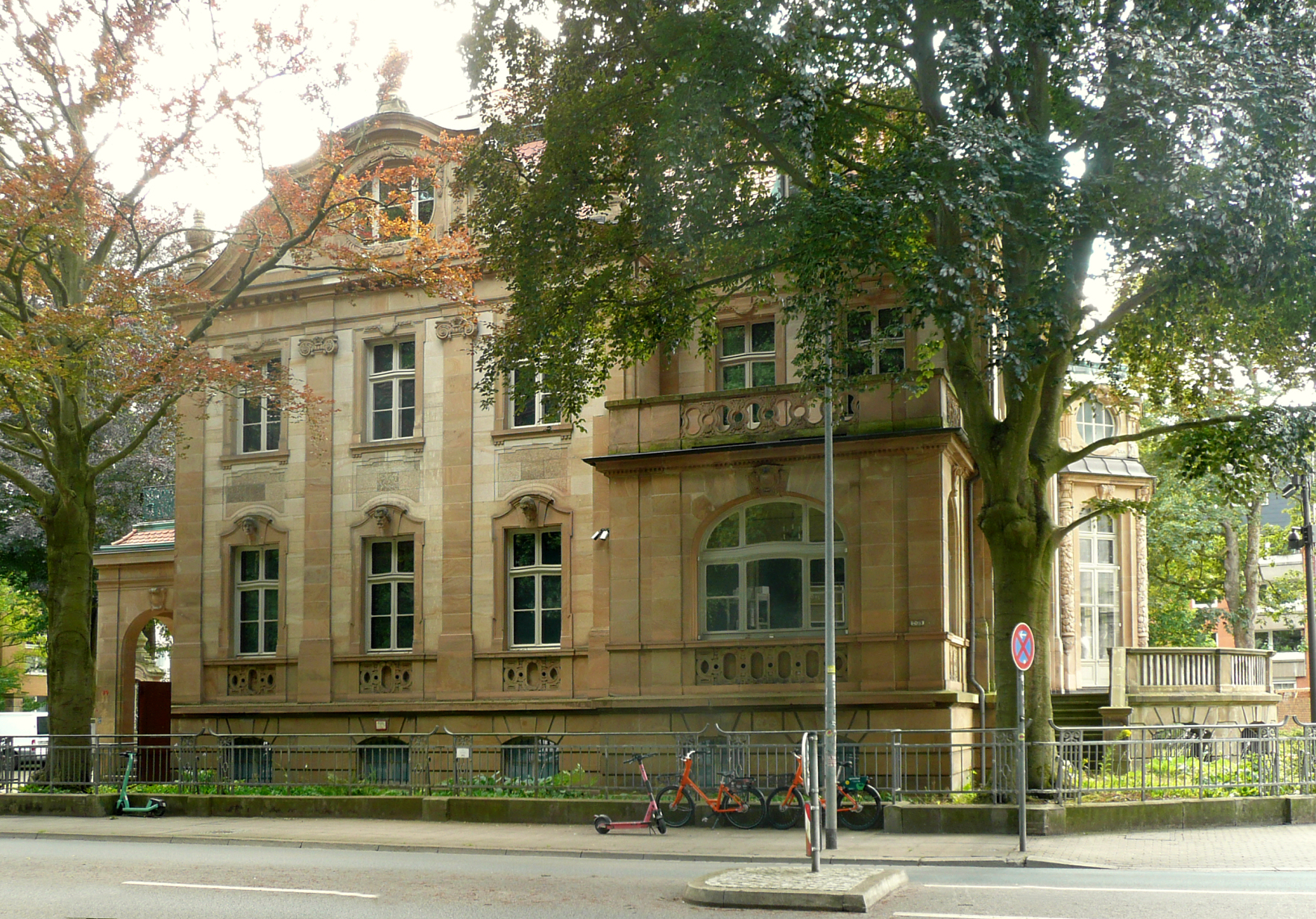
Villa Seligmann, gesehen von der Hohenzollernstraße an der Eilenriede (2025)

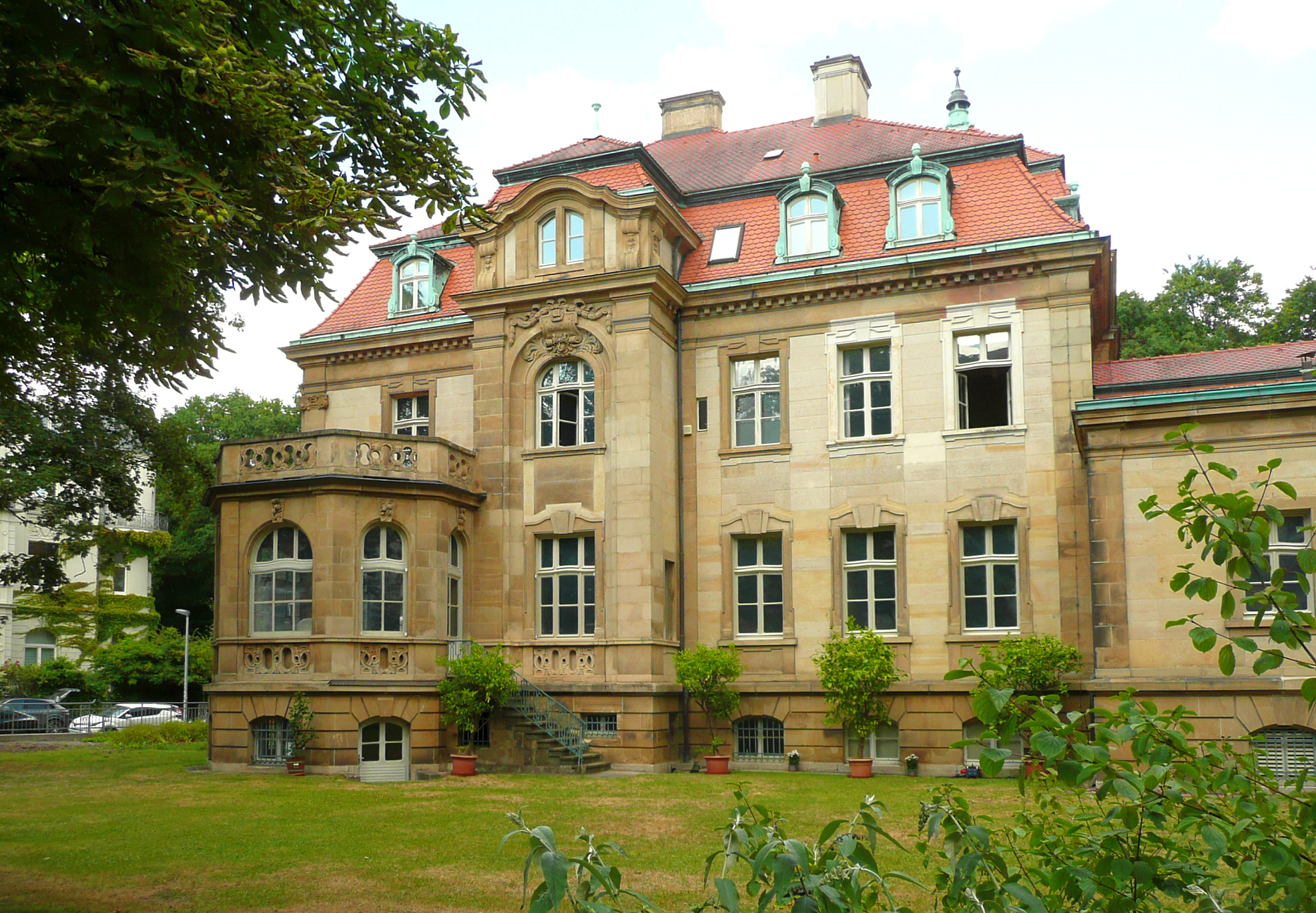
Rückseite mit Garten (2025)

Die Villa Seligmann ist ein ehemaliges großbürgerliches Wohnhaus in Hannover. Es steht an der Eilenriede im Stadtteil Hannover-Oststadt, Hohenzollernstraße 39. Die Villa wurde von 1903 bis 1906 nach einem Entwurf des Architekten Hermann Schaedtler für Siegmund Seligmann, den jüdischen Direktor der Continental AG und seine Familie erbaut. Das denkmalgeschützte Gebäude dient seit 2012 dem Verein Siegmund Seligmann Gesellschaft als Veranstaltungsort zu jüdischer Kultur und Musik durch Konzerte, Lesungen und Ausstellungen. 

## Baubeschreibung
Hermann Schaedtler entwarf den stark gegliederten, zweigeschossigen Baukörper aus Sandstein-Quadern in neobarocken Formen unter hohem Mansarddach. Das Gebäude mit 1700 m² Nutzfläche einschließlich Keller und Dachboden steht auf einem 3800 m² großen Grundstück. Große Bedeutung hat es heute durch seine reichhaltige, nahezu vollständig erhaltene Innenausstattung. Dazu zählen hölzerne Wandverkleidungen, eine Kassettendecke mit den 12 Sternkreiszeichen, Holzschnitzereien und Intarsienarbeiten sowie Bodenmosaike.
In der „großen Halle“ der Villa hängen drei von ursprünglich fünf großformatigen Gemälden des Malers Ferdinand Wagner mit allegorischen Darstellungen zu den fünf Sinnen, die 1931 verkauft wurden und 2023 zurückkehrten. In der Halle befindet sich auch die Sauer-Orgel als Berliner Synagogenorgel. Ein weiteres Stück ist der aus der Großen Synagoge in Budapest stammende Spieltisch einer Rieger-Orgel.
Die freistehende Villa „auf einem der größten Grundstücke der sonst dichten Villenbebauung an der Eilenriede“ wurde zusätzlich mit einer Park-ähnlichen Gartenanlage nach Plänen des hannoverschen Gartendirektors Julius Trip geschmückt. Das Gelände wurde mit „schönen Baumgruppen“ besetzt; an der seitlich vorgesetzten, halbkreisförmigen Auffahrt fand sich ein „qualitätvoller Brunnen, dessen mit maurischen und Jugendstil-Ornamenten geschmücktes Becken auf fünf Säulen“ aufsaß.

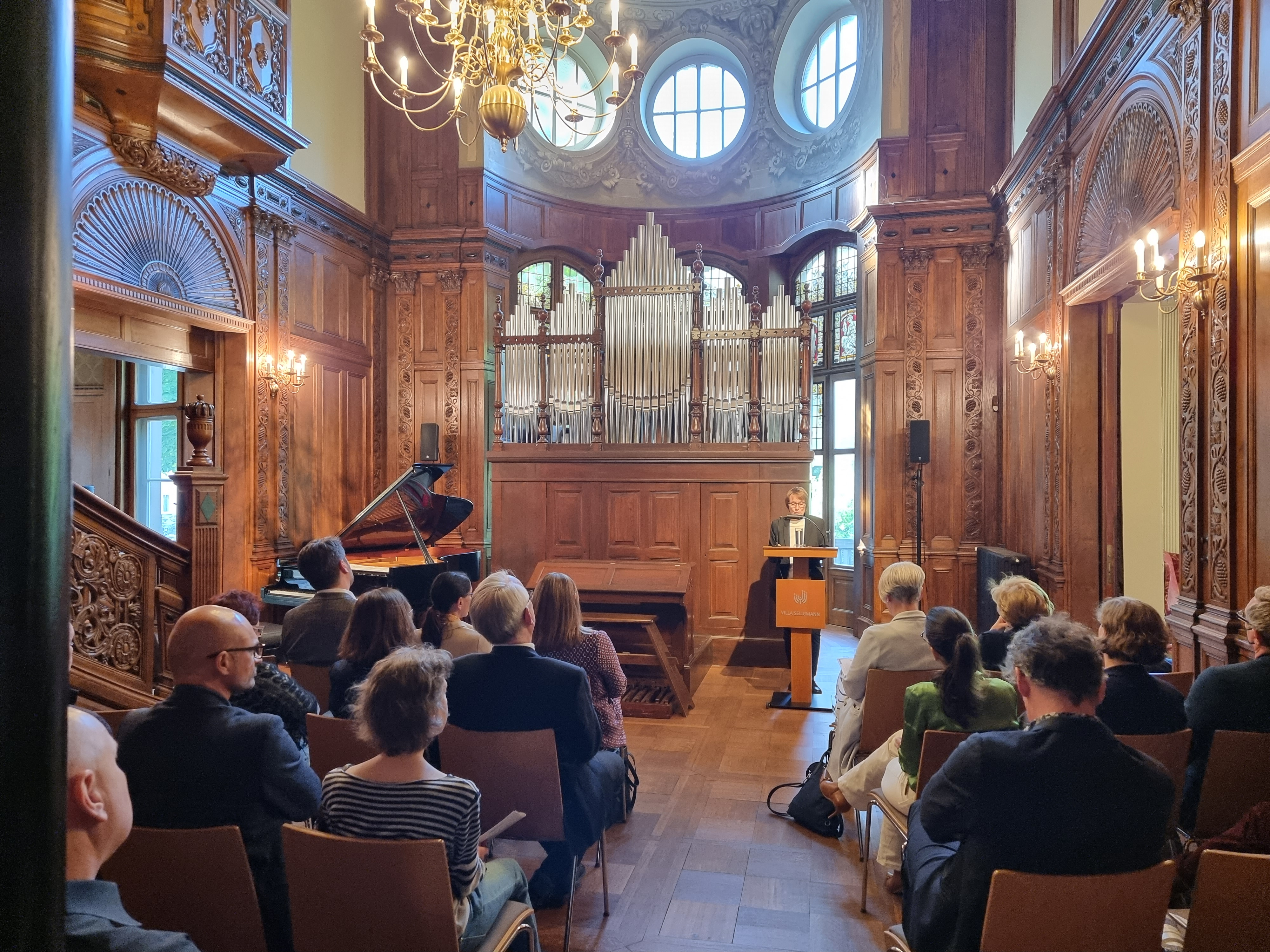
Veranstaltung in der „großen Halle“, 2022
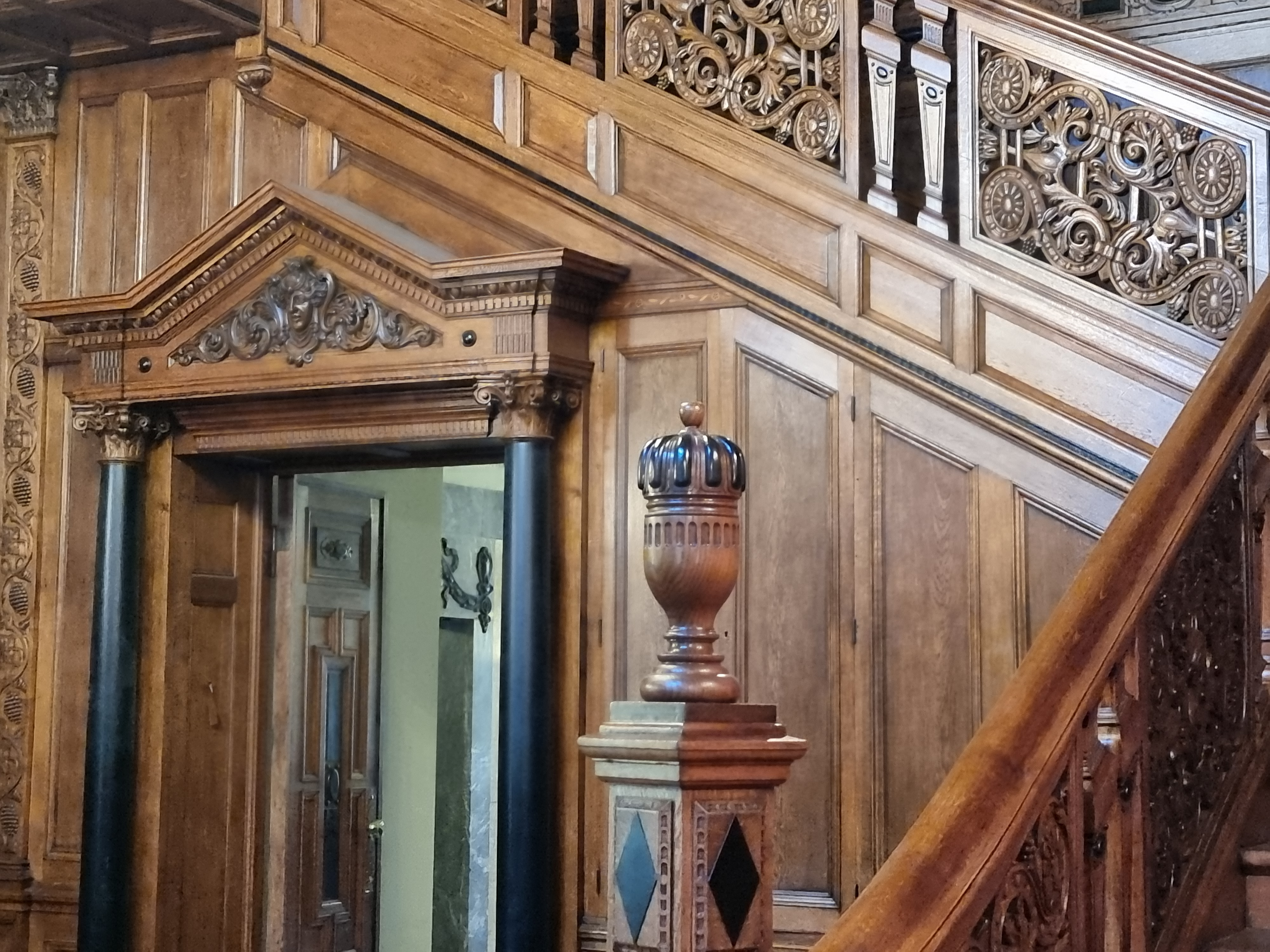
Treppe und Tür mit Holzschnitzereien
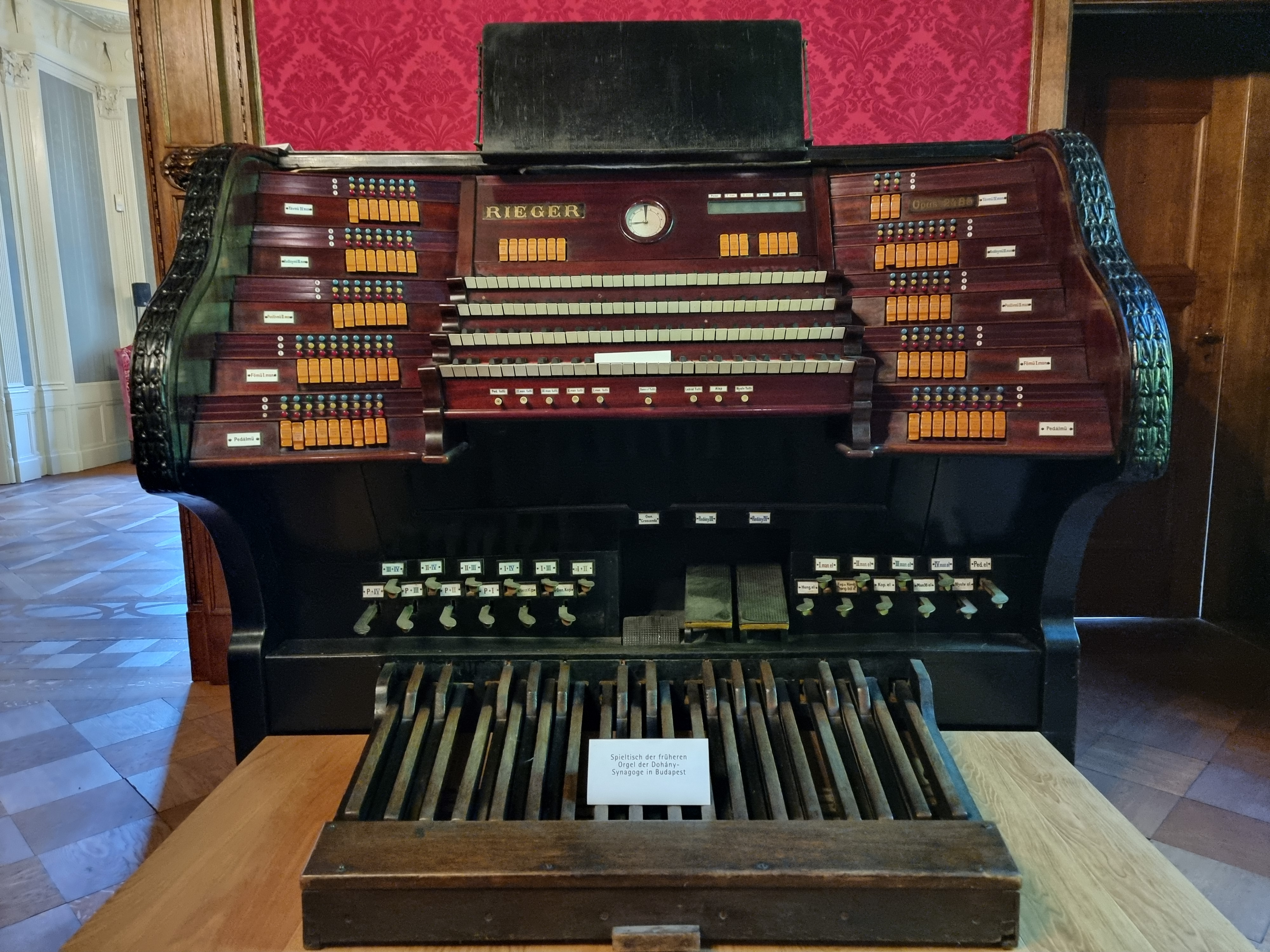
Spieltisch einer Rieger-Orgel
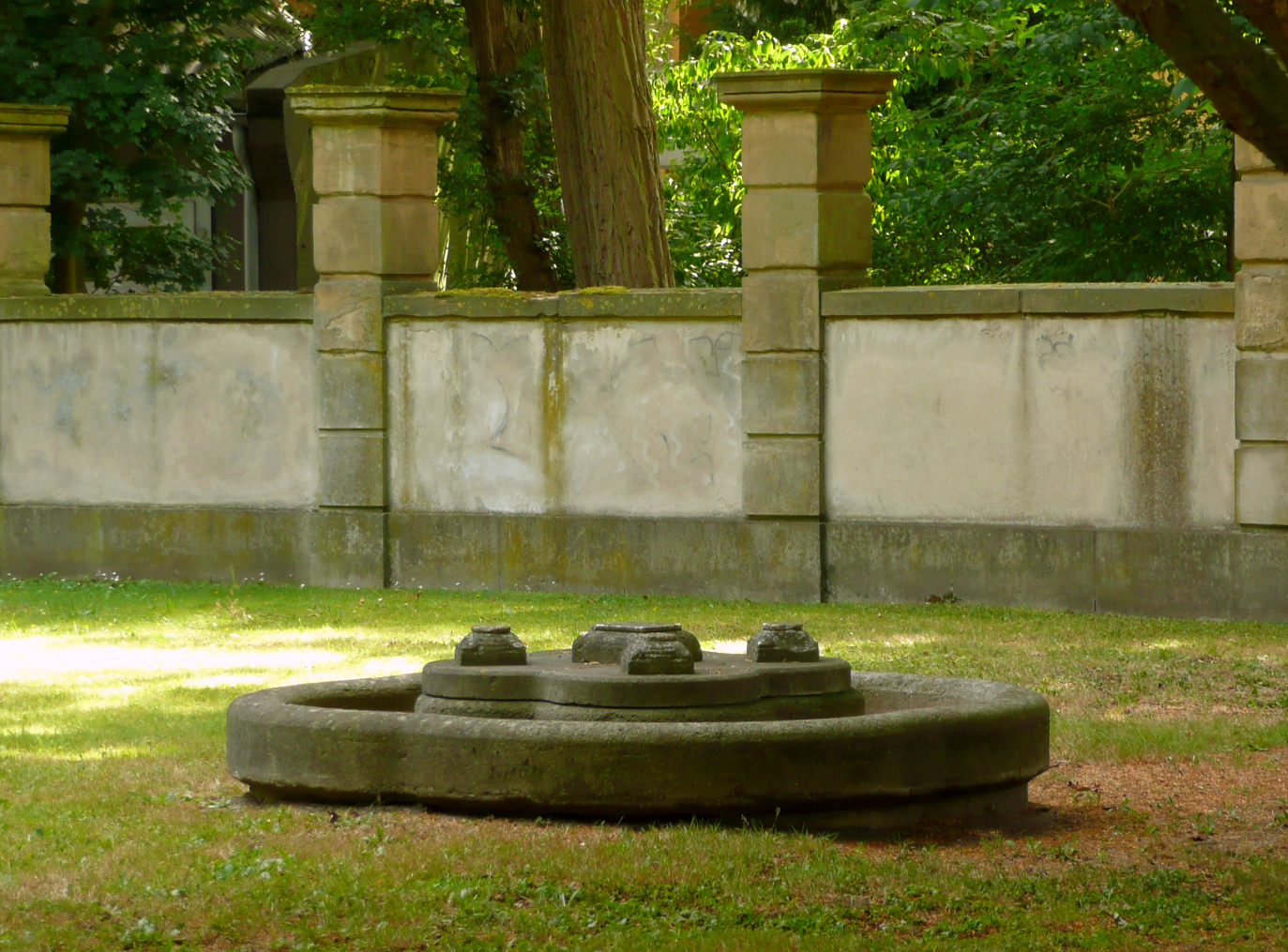
Der frühere Brunnen und Mauereinfriedung

## Geschichte

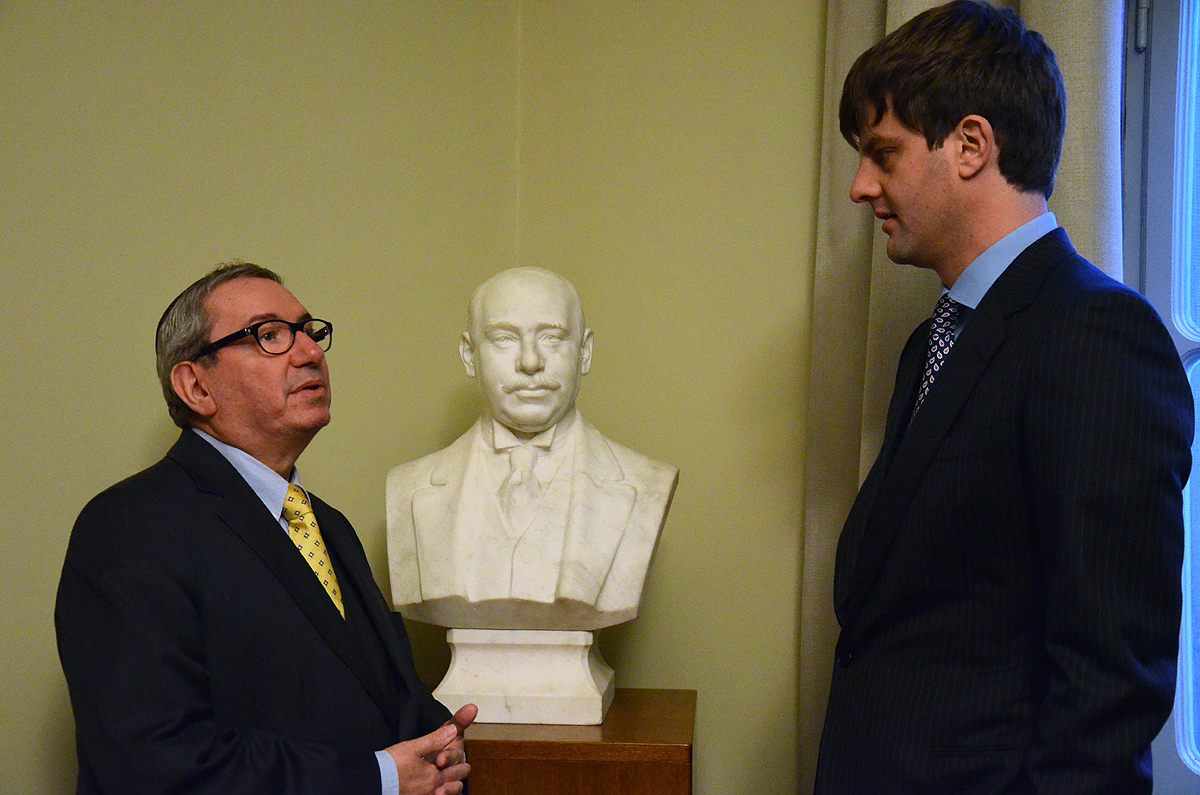
Andor Izsák (links) 2013 vor der Büste Siegmund Seligmanns im „Jugendzimmer“ mit Ernst August Prinz von Hannover

Nach der Fertigstellung der Villa wurde sie von Siegmund Seligmann, seiner Ehefrau Johanna und dem gemeinsamen Sohn Edgar bewohnt. 1907 war während des Kaisermanövers der belgische Thronfolger Prinz Albert einquartiert. Nach dem Tode von Siegmund Seligmann 1925 bewohnte seine Witwe das Gebäude bis 1931 allein. Wegen hoher Unterhaltskosten wurde das Anwesen abgegeben. Das Grundstück erwarb die Stadt Hannover für 60.000 Reichsmark und das Gebäude bekam sie geschenkt.
Die nun städtische Villa diente zunächst als Museumsdepot des Kestner-Museums. 1938 wurde das Gebäude von der Wehrmacht angemietet  und 1939, im Jahr des Beginns des Zweiten Weltkriegs, für deren Zwecke umgenutzt. Dafür entstanden auf dem weitläufigen Grundstück Baracken. Die Luftangriffe auf Hannover überstand die Villa Seligmann nahezu unbeschadet und wurde nach dem Einmarsch US-amerikanischer und britischer Truppen in Hannover im April 1945 Sitz des Landesernährungsamtes, der späteren Landwirtschaftskammer Hannover.
Ab 1962 diente die Villa Seligmann kulturellen, insbesondere musikalischen Zwecken, zunächst als Außenstelle der Niedersächsischen Hochschule für Musik und Theater und rund zwölf Jahre später, ab 1974, als Verwaltungs-, Unterrichts- und Konzertgebäude der städtischen Musikschule.
2006 gab der Musikwissenschaftler Andor Izsák seine Schrift Geschichte und Vision. 100 Jahre Villa Seligmann heraus und im selben Jahr erwarb die Siegmund-Seligmann-Stiftung die Immobilie von der Stadt Hannover für 2 Millionen Euro. Von 2006 bis 2012 wurde sie denkmalschutzgerecht renoviert, wobei die Arbeiten mit dem Bundespreis für Handwerk in der Denkmalpflege ausgezeichnet wurden.  2012 wurde die Villa für die Öffentlichkeit eröffnet. Seitdem wird sie für Konzerte und Ausstellungen zur jüdischen Musik und Kultur genutzt. 
Bis 2025 war die Villa Sitz des mit der Musikhochschule Hannover verbundenen Europäischen Zentrums für jüdische Musik.

## Kulturelle Bedeutung
Laut dem Niedersächsischen Landesamt für Denkmalpflege ist die Villa Seligmann eines der wenigen gut erhaltenen Zeugnisse des jüdischen Bürgertums in Hannover vor dem Holocaust. Deswegen sei sie von Bedeutung für die Orts- und Sozialgeschichte. Der palaisartige Bau nach Entwürfen des überregional bekannten Architekten Hermann Schaedtler sei zudem als Gesamtkunstwerk von Bedeutung für die Bau- und Kunstgeschichte. Eine städtebauliche Bedeutsamkeit ergebe sich durch die Prägung des Straßenbildes durch die Villa mit ihrem Garten und ihrer Mauereinfriedung.
Der frühere Bundespräsident Christian Wulff sagte 2022 zur 10-jährigen Eröffnung der Villa, dass sie ein Leuchtturm jüdischer Kultur und ein Haus für Brückenbauer sei.
Der damalige Generalsekretär der Kulturstiftung der Länder Markus Hilgert äußerte 2023, dass die Villa Seligmann exemplarisch für ein repräsentatives Wohnhaus des deutsch-jüdischen Großbürgertums in der Kaiserzeit stehe, in dem heute jüdische Kultur gepflegt werde. Auch erinnere die Villa an den deutsch-jüdischen Unternehmer Siegmund Seligmann und das jüdische Leben in Hannover.

## Ausstellungen (Auswahl)

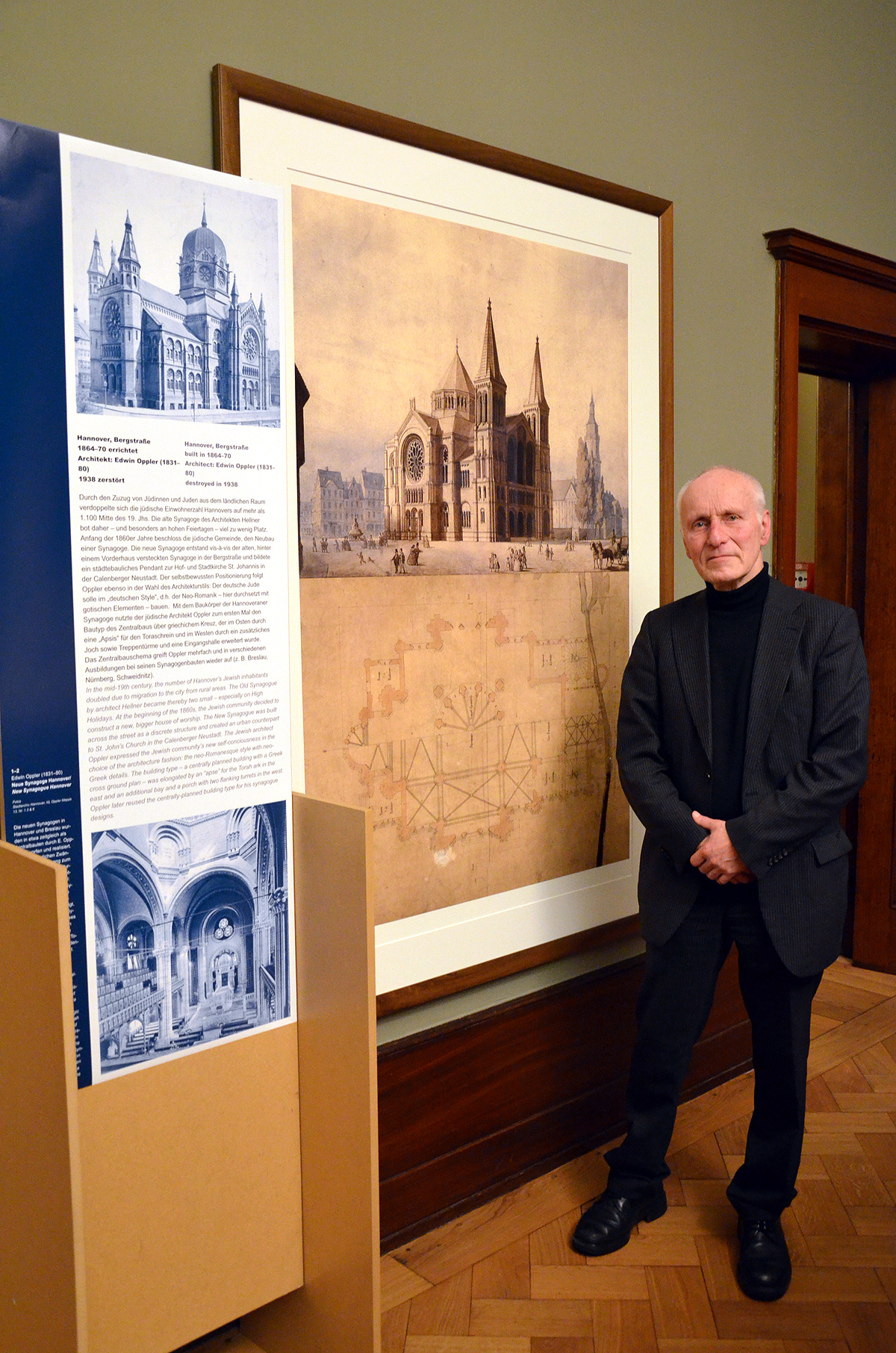
Ausstellung in der Villa Seligmann, hier Harmen Thies vor Schautafeln zur ehemaligen Neuen Synagoge in Hannover, 2014

- 2012, 13. November – 1. Dezember: „Heben Sie das gut auf!“ – Die Rettung der Sammlung Oberkantor Nathan Saretzki.
- 2013, 15. April bis 31. Oktober: Verbrannte Bücher – Verbrannte Noten
- 2013: Israel Alter, der letzten Oberkantor von Hannover.
- 2014, 26. Januar – 6. Mai: Synagoge und Tempel – 200 Jahre jüdische Reformbewegung und ihre Architektur[13]
- 2023: Helfen bedeutet leben – Jacob Teitel und der Verband russischer Juden in Deutschland (1920-1935)[14]
- 2025: Hebräische Kalligrafie[10]